# 下保谷
下保谷（しもほうや）は、東京都西東京市の町名。住居表示実施済み区域である。
現行行政地名は下保谷一丁目から下保谷五丁目。郵便番号は202-0004。

## 地理
西東京市の北東部に位置する。町域は概ね平坦で、主に商業地、住宅地及び農地として利用される。

北は北町、東は練馬区南大泉、南は西武池袋線を挟んで東町、西は栄町に隣接する。南西から時計回りに下保谷一～五丁目が設置されている。

### 河川
- 白子川（大泉堀）

### 面積と人口
丁目毎の面積 、人口と世帯数、および人口密度は以下の通りである。（2018年（平成30年）1月1日現在）
| 丁目         | 面積    | 人口     | 人口     | 人口     | 世帯数     | 人口密度        | 備考           |
| 丁目         | 面積    | 男       | 女       | 計       | 世帯数     | 人口密度        | 備考           |
| ------------ | ------- | -------- | -------- | -------- | ---------- | --------------- | -------------- |
| 下保谷一丁目 | 0.11km2 | 431 人   | 439 人   | 870 人   | 412 世帯   | 7,909.1 人/km2  |                |
| 下保谷二丁目 | 0.10km2 | 818 人   | 930 人   | 1,748 人 | 828 世帯   | 17,480.0 人/km2 |                |
| 下保谷三丁目 | 0.19km2 | 926 人   | 1,094 人 | 2,020 人 | 915 世帯   | 10,631.6 人/km2 |                |
| 下保谷四丁目 | 0.15km2 | 654 人   | 763 人   | 1,417 人 | 813 世帯   | 9,446.7 人/km2  | 保谷駅に隣接。 |
| 下保谷五丁目 | 0.17km2 | 1,023 人 | 1,065 人 | 2,088 人 | 1,062 世帯 | 12,282.4 人/km2 |                |
| 計           | 0.72km2 | 3,852 人 | 4,291 人 | 8,143 人 | 4,030 世帯 | 11,309.7 人/km2 |                |

### 小・中学校の学区
市立小・中学校に通う場合、学区は以下の通りとなる。
| 丁目         | 街区 | 小学校                   | 中学校               |
| ------------ | ---- | ------------------------ | -------------------- |
| 下保谷一丁目 | 全域 | 西東京市立保谷第一小学校 | 西東京市立青嵐中学校 |
| 下保谷二丁目 | 全域 | 西東京市立保谷第一小学校 | 西東京市立青嵐中学校 |
| 下保谷三丁目 | 全域 | 西東京市立保谷第一小学校 | 西東京市立青嵐中学校 |
| 下保谷四丁目 | 全域 | 西東京市立保谷第一小学校 | 西東京市立青嵐中学校 |
| 下保谷五丁目 | 全域 | 西東京市立保谷第一小学校 | 西東京市立青嵐中学校 |

### 地価
住宅地の地価は、2014年（平成26年）1月1日の公示地価によれば、下保谷2-8-37の地点で23万8000円/m2となっている。

## 歴史
中荒屋敷遺跡（縄文時代前期 - 弥生時代の遺跡）が発見されており、古代からヒトが居住していたことが確認されている。
明治以前には武蔵国新座郡下保谷村に属していた。旧保谷市内である。下保谷村の初期の村域は白子川沿岸の当町域及び北町町域だったと考えられており、村の惣鎮守の三十番神社（現天神社）は当町域からほど近い北町六丁目に、その別当寺の福泉寺は当町域（下保谷三丁目）にある。
旧保谷市では住居表示の際に多くの地名が失われている。当町域付近に存在した荒屋敷、宮ノ脇、松ノ木と言った字名も町丁名としては全て消失しており、現在では、はなバスの停留所名（南宮ノ脇、東松ノ木）、遺跡名（中荒屋敷遺跡）などとして僅かにその名残を留めているのみである。しかしながら、旧村名・大字名の下保谷は当町名として現在まで引き継がれている。旧保谷市のもう一方の旧村名・大字名である上保谷が消失したこととは対照的である。

### 地名の由来
旧保谷村成立以前にこの地に存在した下保谷村、および保谷村成立後住居表示実施まで存在した大字名に由来する。なお、町名の案として、「松宮町」「三音町」「白子町」「新木町」が挙がっていた。

### 沿革
- 1968年（昭和43年）11月1日 保谷市が町名整理を実施。
  - 大字下保谷の小字中荒屋敷、南荒屋敷（一部）、北宮ノ脇（一部）、南宮ノ脇、上前（一部）、坊ヶ谷戸（一部）、東松ノ木、西松ノ木（一部）、南松ノ木（一部）をもって下保谷を設置する。
- 2001年（平成13年）1月21日 保谷市と田無市が合併して西東京市発足。西東京市下保谷となる。

## 交通

### 鉄道
| 隣接する街区の駅           |
| -------------------------- |
| 西武池袋線 - 保谷駅(SI 12) |

町域南端に西武池袋線保谷駅がある。（駅の住所は東町3丁目）
- 西武鉄道 - 保谷電留線、保谷総合事務所 隣接

### バス
町域内を西東京市はなバス第1ルートが通る。

### 道路
- 多摩南北道路1号線（調布保谷線）（伏見通り）
- 東京都道25号飯田橋石神井新座線
- 西東京市道102号線（福泉寺通り）

## 施設
- 下保谷児童センター
- 下保谷福祉会館（児童センターと同じ建物内にある）
- 西東京市立保谷第一小学校
- しもほうや保育園
- 西東京市立こまどり保育園
- 福泉寺
- 下保谷森林公園
- あらやしき公園
- 西東京消防署保谷出張所

## 史跡
- 中荒屋敷遺跡